# Вологаз III (Партия)
Вологаз III е владетел на Партия от династията на Арсакидите. Управлява вероятно около 105 – 147/148 г. или около 110/112 – 147/148 г. В някои по-стари исторически трудове фигурира като Вологаз II.

## Живот
Според различните хипотези, Вологаз III претендира за властта вероятно около 105/06 г. или 111/12 г. и води междуособна война срещу Пакор II и Хосрой I. Не е сигурно дали Вологаз III е син на Вологаз II, който в 79/80 г. е бил детрониран от Пакор II.
Вологаз III управлява в Мидия, Иран и източните територии на Партското царство по време на разразилия се конфликт с Римската империя в Месопотамия (114 – 117 г.). Около 129 г. Вологаз III налага властта си над земите управлявани от Хосрой I, за когото няма повече сведения. По същото време в източните области на царството се появява нов претендент – Митридат IV.
Вологаз III поддържа мирни отношения с Римската империя. Той се среща два пъти (през 123 и 129 г.) с император Адриан. През 134 – 136 г. Вологаз III е изправен пред нахлувания на степното племе алани в Кападокия, Медия и Армения. Източните граници на Партската империя са застрашени от засилващата се Кушанска империя.
Когато управлението на Митридат IV приключва около 140 г., Вологаз III владее по-голямата част от Партското царство, въпреки появата на анонимен претендент в Мидия. Опитите на Вологаз III да наложи арсакидски контрол над Армения е осуетен от римския император Антонин Пий, който изпраща предупредително писмо до партския владетел. През 144 г. римляните слагат своето протеже Сохем на арменския трон.
След смъртта на Вологаз III в 147 г. Партия е обединена от Вологаз IV, син на Митридат IV.